# Krchleby (Křečovice)
Krchleby je malá vesnice, část obce Křečovice v okrese Benešov. Nachází se asi 2 km na severozápad od Křečovic. V roce 2009 zde bylo evidováno 37 adres.
Krchleby je také název katastrálního území o rozloze 3,24 km². V katastrálním území Krchleby leží i Lhotka.

## Historie
První písemná zmínka o vesnici pochází z roku 1271.
Z obce pochází Mikuláš Krchlebec z Krchleb, purkrabí na Zvíkově, který bojoval v bitvě u Lipan na straně panské koalice.
Za druhé světové války se ves stala součástí vojenského cvičiště Zbraní SS Benešov a její obyvatelé se museli 31. prosince 1943 vystěhovat.

## Pamětihodnosti
- Milník rozcestí severně od Krchleb
- Socha svatého Jana Nepomuckého